# Дом здравља Фоча
Дом здравља Фоча је здравствена установа у којој се обавља здравствена делатност на примарном нивоу. Налази у Фочи, Република Српска, Босна и Херцеговина. Основан је 1953. године. Дом здравља пружа све услуге примарног нивоа здравствене заштите заједно са консултативно-специјалистичким услугама из гинекологије, педијатрије, радиологије, те хематолошке и биохемијске лабораторије.
Покрива простор од 1.115 km² и пружа здравствену заштиту за 17.500 становника.

## Степен заштите
Зграда Дома здравља у Фочи представља непокретно културно-историјско добро Републике Српске и налази се на листи непокретних културних добара Републике Српске.